# Bandikutec Raffrayův
Bandikutec Raffrayův (Peroryctes raffrayana) je vačnatec ze řádu bandikutů, jenž se vyskytuje napříč Centrálním pohořím na Nové Guineji a rovněž na přilehlém ostrově Yapen.
Bandikutec Raffrayův představuje největšího novoguinejského bandikuta. Dosahuje délky těla 275 až 372 mm a hmotnosti 650 až 1 000 g. Vyznačuje se čenichem protaženým v nápadný rypáček, krátkýma a zaoblenýma ušima, dlouhým ocasem, zadními končetinami adaptovanými ke skákání a měkkou dlouhou srstí, která bývá tmavě hnědá a bez vzorování.
Přirozeným stanovištěm bandikutců jsou horské a vysokohorské tropické vlhké lesy a horské travnaté oblasti, nejpočetněji žijí v nadmořských výškách asi 1 000 m n. m., byť tolerují široký rozptyl nadmořské výšky (60–3 900 m n. m.). Vyhýbají se druhotným a obnovujícím se lesním areálům. Návyky tohoto druhu jsou z velké části obestřeny tajemstvím, byť pravděpodobně jde o nočního živočicha, jenž se živí plodožravě, zejména plody fíkovníků. Protože samice s mláďaty ve vaku byly ve volné přírodě odchyceny od března do prosince, rozmnožování zřejmě není vázáno na konkrétní roční období. Vrh čítá jedno, maximálně dvě mláďata.
Mezinárodní svaz ochrany přírody (IUCN) považuje bandikutce Raffrayova za málo dotčený druh, především na základě širokého areálu rozšíření a předpokládané početné populaci. Místními komunitami bývají tato zvířata lovena pro maso.